# Цильшлахт-Зиттердорф
Цильшлахт-Зиттердорф (нем. Zihlschlacht-Sitterdorf) — коммуна в Швейцарии, в кантоне Тургау.
Площадь 12.21 км², население 2534 человек (на 31 декабря 2022 года). Официальный код — 4511.
Образована 1 января 1997 года при слиянии коммун Цильшлахт и Зиттердорф в составе округа Бишофсцелль. 1 января 2011 года перешла в состав округа Вайнфельден.
В состав коммуны входят населённые пункты Цильшлахт, Зиттердорф, Муолен (нем. Muolen), часть Бишофсцелля.

## Население
| Населённый пункт | 31.12.2018 | 31.12.2022 |
| ---------------- | ---------- | ---------- |
| Бишофсцелль      | 145        |            |
| Муолен           | 27         |            |
| Зиттердорф       | 902        |            |
| Цильшлахт        | 1311       |            |
| Итого            | 2385       | 2534       |